# 科斯泰內茨市鎮

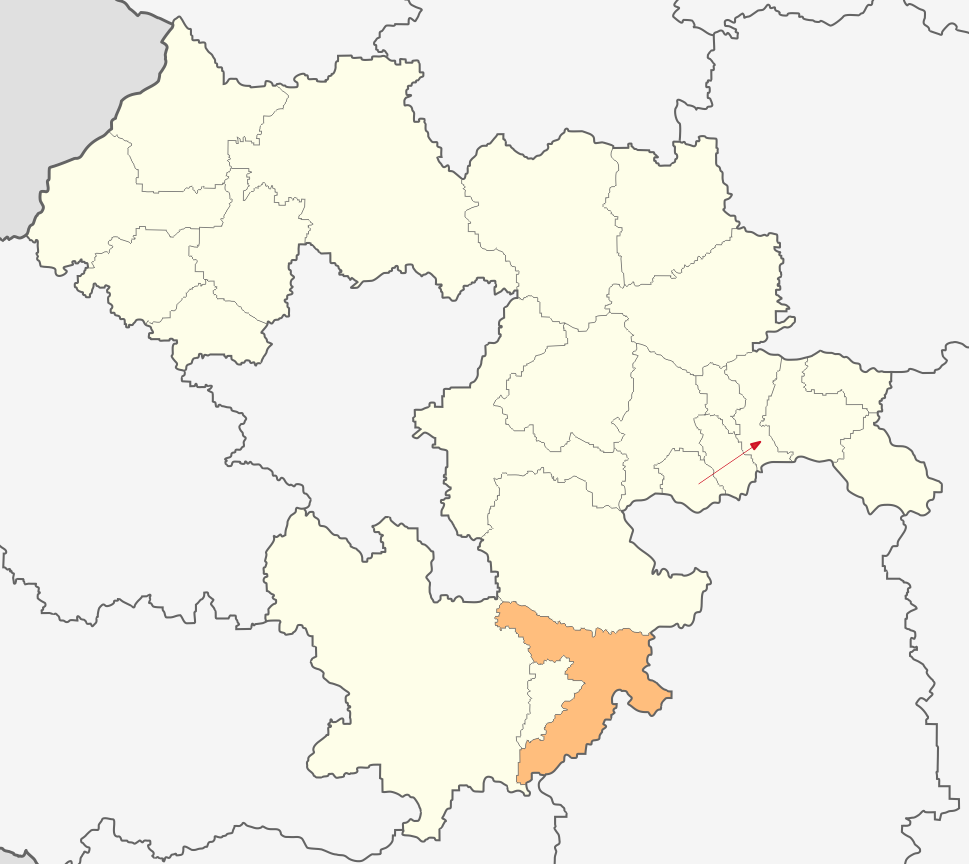

科斯泰內茨市鎮，是保加利亞西部索菲亞州的市鎮，行政中心为科斯泰內茨，面積302平方公里，2011年人口12,793，人口密度每平方公里42.36人。